# دانييلا تسيجلر
دانييلا تسيجلر (بالألمانية: Daniela Ziegler) (و. 1948 – م) هي ممثلة، وممثلة مسرحية، وممثلة أفلام من ألمانيا. ولدت في أوفنباخ أم ماين.

## روابط خارجية
- دانييلا تسيجلر على موقع IMDb (الإنجليزية)
- دانييلا تسيجلر على موقع مونزينجر (الألمانية)
- دانييلا تسيجلر على موقع ألو سيني (الفرنسية)
- دانييلا تسيجلر على موقع ميوزك برينز (الإنجليزية)
- دانييلا تسيجلر على موقع أول موفي (الإنجليزية)
- دانييلا تسيجلر على موقع قاعدة بيانات الأفلام السويدية (السويدية)
- دانييلا تسيجلر على موقع ديسكوغز (الإنجليزية)
- دانييلا تسيجلر على موقع قاعدة بيانات الفيلم (الإنجليزية)
- دانييلا تسيجلر على موقع كينوبويسك (الروسية)